# Biacumontia elata
Biacumontia elata is een hooiwagen uit de familie Triaenonychidae. De wetenschappelijke naam van Biacumontia elata gaat terug op Kauri.